# Levi's Stadium
El Levi's Stadium es un estadio deportivo ubicado en la ciudad de Santa Clara, California, Estados Unidos. Se encuentra dentro del área metropolitana de San Francisco. Se inauguró en agosto de 2014 y es utilizado principalmente para los partidos de local de los San Francisco 49ers de la National Football League. Fue sede del Super Bowl 50 en 2016.

## Historia
El estadio comenzó su construcción en abril de 2012 y fue inaugurado en agosto de 2014, para ser el nuevo estadio de los San Francisco 49ers de la NFL en reemplazo del Candlestick Park demolido en febrero de 2015, Además, será sede de la final de la Pacific-12 Conference y el San Francisco Bowl de fútbol americano universitario a partir de 2014, además de un partido anual de los San Jose Earthquakes de la Major League Soccer también albergo el partido inaugural de la Copa América Centenario y la final de la Copa de Oro de la Concacaf 2017
Por su parte, se utilizó para un partido amistoso de fútbol entre México y Chile el 6 de septiembre, un partido de la National Hockey League en 2014, un partido de la National Hockey League entre San Jose Sharks y Los Angeles Kings en 2015, el espectáculo de lucha libre profesional WrestleMania 31 en 2015 alcanzando una asistencia de 76 976 espectadores, y el Super Bowl 50 en 2016.
Su capacidad oficial es de 71 139 espectadores, y puede ampliarse a 77 456 para eventos especiales. El estadio es de cielo abierto y cuenta con césped natural, 2500 metros cuadrados de techo verde, 1800 metros cuadrados de paneles solares, y un sistema de reciclado de agua para riego y baños. La empresa de vestimenta Levi Strauss & Co. es el patrocinador titular del estadio.

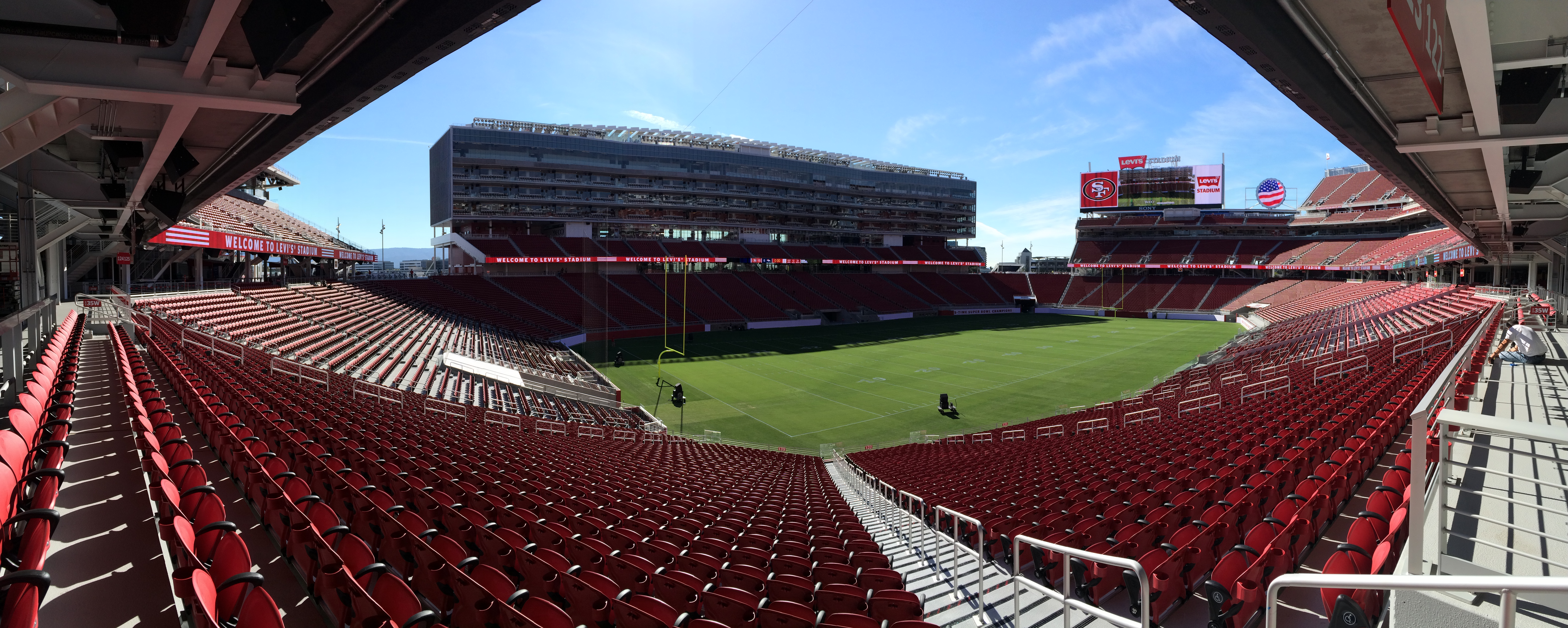
Imagen panorámica del Levi's Stadium.

## Resultados en eventos de importancia

### Super Bowls
| Fecha                | Super Bowl | Equipo         | Puntos | Equipo            | Puntos | Asistencia |
| -------------------- | ---------- | -------------- | ------ | ----------------- | ------ | ---------- |
| 7 de febrero de 2016 | 50         | Denver Broncos | 24     | Carolina Panthers | 10     | 71 088     |

### Copa América Centenario
| Fecha               | Fase             | Equipo         |                           | Resultado |                     | Equipo   | Espectadores |
| ------------------- | ---------------- | -------------- | ------------------------- | --------- | ------------------- | -------- | ------------ |
| 3 de junio de 2016  | Primera fase     | Estados Unidos | Bandera de Estados Unidos | 0:2       | Bandera de Colombia | Colombia | 71 088       |
| 6 de junio de 2016  | Primera fase     | Argentina      | Bandera de Argentina      | 2:1       | Bandera de Chile    | Chile    | 72 864       |
| 13 de junio de 2016 | Primera fase     | Uruguay        | Bandera de Uruguay        | 3:0       | Bandera de Jamaica  | Jamaica  | 40 166       |
| 18 de junio de 2016 | Cuartos de final | México         | Bandera de México         | 0:7       | Bandera de Chile    | Chile    | 72 864       |

### Copa de Oro de la Concacaf 2017
| Fecha               | Fase  | Equipo         |                           | Resultado |                    | Equipo  | Espectadores |
| ------------------- | ----- | -------------- | ------------------------- | --------- | ------------------ | ------- | ------------ |
| 26 de julio de 2017 | Final | Estados Unidos | Bandera de Estados Unidos | 2:1       | Bandera de Jamaica | Jamaica | 63 032       |

### Copa América 2024
| Fecha               | Fase                     | Equipo  |                    | Resultado |                      | Equipo    | Espectadores |
| ------------------- | ------------------------ | ------- | ------------------ | --------- | -------------------- | --------- | ------------ |
| 22 de junio de 2024 | Fase de grupos - Grupo B | Ecuador | Bandera de Ecuador | 1:2       | Bandera de Venezuela | Venezuela | 29 864       |
| 2 de julio de 2024  | Fase de grupos - Grupo D | Brasil  | Bandera de Brasil  | 1:1       | Bandera de Colombia  | Colombia  | 70 971       |